# Ropalospora viridis
Ropalospora viridis är en lavart som först beskrevs av Tønsberg, och fick sitt nu gällande namn av Tønsberg. Ropalospora viridis ingår i släktet Ropalospora och familjen Ropalosporaceae.  Arten är reproducerande i Sverige. Inga underarter finns listade i Catalogue of Life.